# Maureen Wroblewitz
Maureen Wroblewitz (Riyadh, 22 giugno 1998) è una modella filippina/tedesca, vincitrice della quinta edizione del talent show Asia's Next Top Model.
Come premio per aver vinto il programma, è stata fotografata per la copertina del mese di Luglio 2017 della rivista di Singapore Nylon, inoltre ha vinto un contratto preliminare di tre mesi con l'agenzia di modelli londinese Storm Model Management.
Attualmente è rappresentata dalle agenzie Primastella Management e Storm Model Management.

## Biografia
Wroblewitz è nata a Riyadh, in Arabia Saudita, da padre di origini tedesche e madre di origini filippine. Ha vissuto in Arabia Saudita fino all'età di 12 anni, in seguito alla morte della madre ha vissuto in Germania con il padre per sei anni, prima di trasferirsi definitivamente nelle Filippine a settembre del 2016 per perseguire la carriera di modella, nata grazie all'agenzia Primastella Management che l'ha scoperta su Instagram quando aveva 15 anni. Prima della partecipazione ad Asia's Next Top Model, Wroblewitz era studentessa e modella part-time nelle Filippine.

## Carriera

### Asia's Next Top Model
Maureen è stata scelta come rappresentante delle Filippine nella quinta edizione di Asia's Next Top Model, insieme ad Anjelica Santillan e Jennica Sanchez. Durante la durata del programma, ha vinto tre volte la "Miglior Performance della Settimana", ed è giunta in finale insieme alle concorrenti Minh Tu Nguyen dal Vietnam e Shikin Gomez dalla Malaysia, contro cui ha vinto durante l'ultima sfilata. Come premio per la vincita, ha ricevuto un'automobile Subaru Impreza, la partecipazione ad una cover story nella rivista di Singapore Nylon e un contratto preliminare di tre mesi con l'agenzia di Londra Storm Model Management.

### DopoAsia's Next Top Model
Appena dopo aver vinto il programma, è stata pubblicata l'edizione di Nylon Singapore con la cover story a lei dedicata, come da premio. Inoltre, ha partecipato anche ad un editoriale per l'edizione di giugno 2017 della rivista filippina MEGA, insieme alle concorrenti connazionali Anjelica Santillan e Jennica Sanchez.
Wroblewitz è stata anche ospite di numerosi programmi televisivi nelle Filippine, quali Tonight with Boy Abunda, News5, The Source della versione filippina della CNN e Rated K. Wroblewitz ha partecipato anche alla versione filippina di Star Style ed ha ottenuto la partecipazione alla cover story della rivista Style Weekend, nell'edizione del 14 luglio 2017.

## Campagne pubblicitarie
- Maybelline New York[11]
- Puma (con Shikin Gomez)[12]

## Pubblicazioni

### Riviste

#### Copertine
- Nylon Singapore (Luglio 2017)[7]
- Style Weekend (14 luglio 2017)[9][10]

#### Partecipazioni
- Final Girl, ST★R STYLE (13 luglio 2017)[8]
- Proven Her Worth, Spotted (19 luglio 2017)[13]
- The New Hype Issue, BLNC (Luglio 2017)[14]
- #WomenToWatch, MEGA (Agosto 2017)[15]

## Filmografia

### Reality Show
| Anno | Titolo                | Note        | Referenze |
| ---- | --------------------- | ----------- | --------- |
| 2017 | Asia's Next Top Model | Concorrente | [ 1 ]     |

### Televisione
| Anno | Titolo                      | Note                           | Referenze     |
| ---- | --------------------------- | ------------------------------ | ------------- |
| 2017 | Rated K                     | Ospite                         | [ 2 ]         |
| 2017 | Tonight with Boy Abunda     | Ospite                         | [ 16 ] [ 17 ] |
| 2017 | The Source                  | Ospite                         | [ 18 ]        |
| 2017 | Headstart with Karen Davila | Ospite                         | [ 19 ]        |
| 2017 | MARS                        | Ospite, con Christian Bautista | [ 20 ]        |